# Mavro Orbini

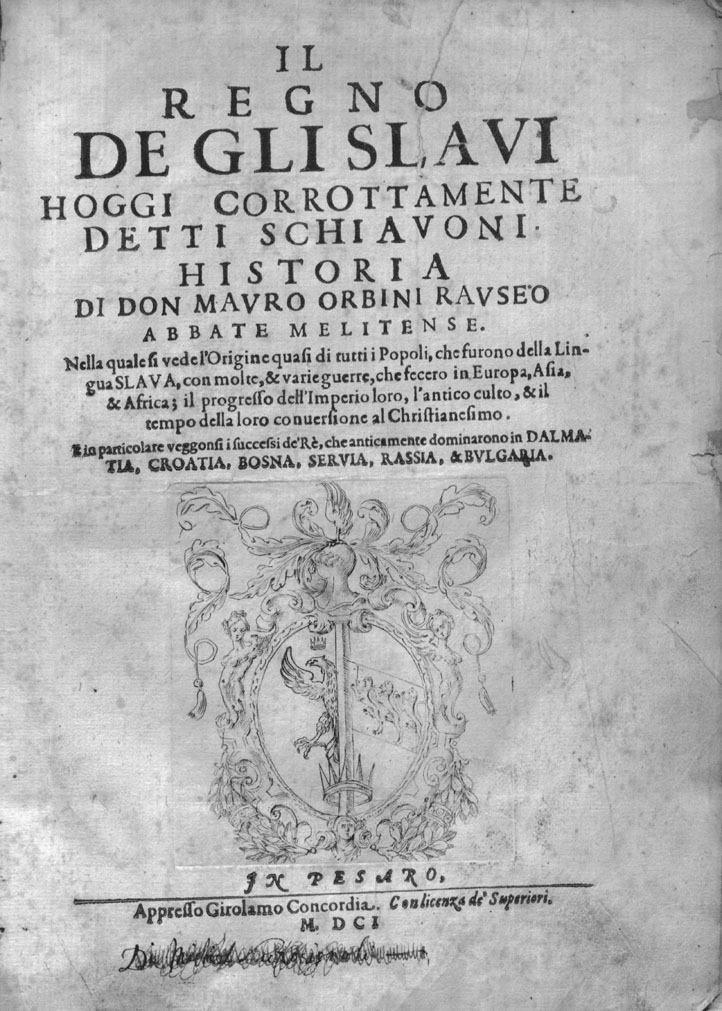
Förstautgåva av "Il Regno de gli Slavi"

Mavro Orbini (eller Mauro Orbini), född vid mitten av 1500-talet i Ragusa, död 1614, var en historiker, ideolog och författare från Republiken Dubrovnik..
Orbini valde att gå i kloster och bli munk inom benediktinorden. Orbini är främst ihågkommen för sitt verk Il Regno degli Slavi (Slavernas kungarike) vilket utkom 1601 och berör sydslavernas antika historia.